# 双颊果科
双颊果科又名对药树科、双蕊花科、小球花科或双药树科，是被子植物門中的一个科。在过去的几个十年中这个科获得了许多分类学家的承认。
本科植物为常绿乔木；单叶互生，革质，无托叶；花小，单性，雄花花瓣1-2，雌花1-4；果实为小核果。
1981年的克朗奎斯特分类法将其单独列为一个科，并单独设立一个双颊果目，1998年根据基因亲缘关系分类的APG 分类法认为无法分在任何目中，直接放到真双子叶植物分支之下， 2003年经过修订的APG II 分类法认为可以选择性地与黄杨科合并。
双颊果科只有一个属，双颊果属，其中包括两个常绿的树种，这两个树种仅限于马达加斯加和科摩罗群岛。